# Olympische Sommerspiele 2004/Teilnehmer (Andorra)
| Gelbes Symbol für Goldmedaillen mit stilisierten Olympischen Ringen | Graues Symbol für Silbermedaillen mit stilisierten Olympischen Ringen | Braundes Symbol für Bronzemedaillen mit stilisierten Olympischen Ringen |
| ------------------------------------------------------------------- | --------------------------------------------------------------------- | ----------------------------------------------------------------------- |
| —                                                                   | —                                                                     | —                                                                       |

Andorra nahm an den Olympischen Sommerspielen 2004 in der griechischen Hauptstadt Athen mit sechs Athleten, zwei Frauen und vier Männern, teil.
Seit 1976 war es die achte Teilnahme Andorras bei Olympischen Sommerspielen.

## Flaggenträger
Der Schwimmer Hocine Haciane trug die Flagge Andorras während der Eröffnungsfeier im Olympiastadion.

## Teilnehmer nach Sportarten

### Judo
- Toni Besoli
Mittelgewicht: in der 1. Runde ausgeschieden

### Leichtathletik
- Antoni Bernadó
Marathon: 57. Platz

- Silvia Felipo
Frauen, 1500 Meter: Vorläufe

### Schießen
- Francesc Repiso Romero
Trap: 35. Platz

### Schwimmen
- Hocine Haciane
200 Meter Lagen: 36. Platz

- Carolina Cerqueda
100 Meter Freistil: 48. Platz